# Barryville–Shohola Bridge
Die derzeitige Barryville–Shohola Bridge ist die fünfte Brücke, die an dieser Stelle den Delaware River überspannt und die Shohola Township (Pennsylvania) mit Barryville (New York) verbindet. Die zweistreifige Straßenbrücke ist Teil der Pennsylvania State Route 434 und New York State Route 55/Sullivan County Route 11.
Die heutige Brücke wurde 2007 im Auftrag der Joint Delaware Bridge Commission erbaut. Dabei handelt es sich um eine Plattenbalkenkonstruktion mit einem Brückendeck aus Stahlbeton und Trägern aus Stahl. Von den vier Vorgängerbauten diente nur eine ebenfalls der State Routes PA 434 und NY 55, die im Dezember 1941 freigegebene Stahlfachwerkbrücke, deren Baukosten sich auf 174.300 US-Dollar (1941) beliefen. Sie ersetzte eine Stahlseilhängebrücke mit einem Fahrstreifen, die 1866 durch Chauncey Thomas errichtet wurde.
Vor der 1866 gebauten Hängebrücke gab es eine 1856 vermutlich von John A. Roebling gebaute Brücke, die 1859 zerstört wurde und einen Neubau, der am 1. Januar 1865 einstürzte.

## Vor dem Brückenbau
Gegen Ende des 18. Jahrhunderts wurde an der Stelle der heutigen Brückenverbindung eine Fähre eingerichtet, die Shohola mit der Vorläufersiedlung von Barryville verband. Durch den Bau des Delaware and Hudson Canals 1827 auf der New Yorker Seite des Flusses und der Erie Railroad 1849 nahmen Handel und Verkehr in diesem Gebiet zu, so dass der Bau einer Brücke notwendig wurde.

## Die ersten beiden Brücken (1856–1865)

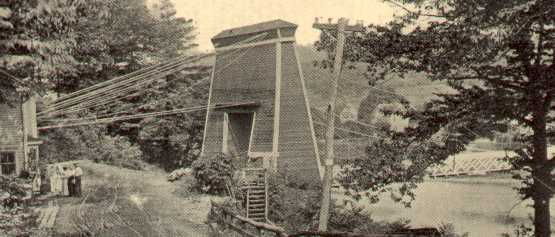
Die erste Brücke 1856

Der Brückenbau wurde 1854 zunächst von einem privaten Unternehmen geplant, der Shohola and Barryville Bridge Company. Der Präsident des Unternehmens, Chauncey Thomas, versuchte, den Brückenexperten John Augustus Roebling für den Auftrag zu gewinnen, der sich damals gerade mit dem Bau der Niagara Falls Suspension Bridge, einer 250 m langen doppelstöckige Brücke am Niagara River zwischen New York und Kanada befasste, weltweit der ersten Eisenbahnhängebrücke.
Roebling wollte den zusätzlichen Auftrag nicht annehmen, gab Thomas aber mündliche und schriftliche Instruktionen, auf deren Basis die Brücke gebaut wurde. Thomas überwachte die Baumaßnahmen persönlich. Diese führten unerfahrene Männer durch, die Thomas vor Ort eingestellt hatte. Das Ergebnis der Arbeiten war eine drei Meter breite und 151 Meter lange Brücke mit zwei Spannen. Die Brücke befand sich rund 7,5 m über dem Fluss, um vor Flutwasser sicher zu sein. Die Baukosten betrugen 9000 US-Dollar (1856; inflationsbereinigt 297.000).

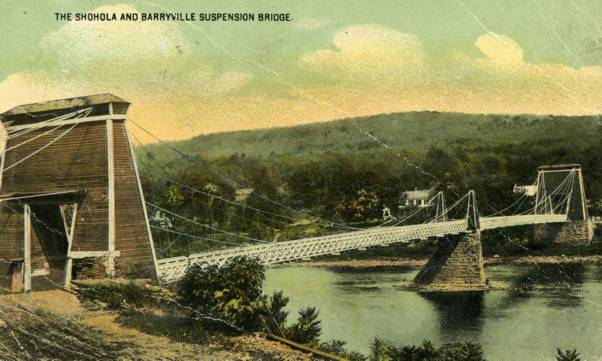
Blick auf die Brücke 1856

Dem Historiker John Willard Johnston, der ihn persönlich kannte, erzählte Chauncey Thomas, er sei im Brückenbau sehr unerfahren. Die neueröffnete Brücke wurde dennoch sofort angenommen und von Händlern, deren Kunden und Farmern genutzt.
Für das Wetter am Oberlauf des Delaware Rivers waren starke Stürme nicht ungewöhnlich. Thomas’ Drahtseilbrücke hielt am 2. Juli 1859 einem schweren Unwetter nicht stand und wurde fast genau drei Jahre nach der Eröffnung fast völlig zerstört. Nur die Brückenköpfe und Pfeiler überstanden den Sturm. Es gab zwei Verletzte, ein Mann und seine Frau, die gerade die Brücke überquerten, als sie zusammenbrach. Die Fähre, die nach dem Bau der Brücke nicht mehr genutzt wurde, befand sich noch in gutem Zustand und wurde zunächst wieder in Betrieb gestellt.
Die Brücke wurde rasch wieder aufgebaut, wieder unter der Aufsicht von Chauncey Thomas, wobei die Kosten sich auf 4000 US-Dollar (1859; inflationsbereinigt 135.000 US-Dollar) beliefen. Der Kassenwart der Shohola and Barryville Bridge Company hatte allerdings nicht genügend Geld, um die Baukosten zu bezahlen. Er versprach Thomas diesen Betrag für einen späteren Zeitpunkt. Etwa gleichzeitig wurde Thomas als Präsident des Unternehmens abgewählt und durch James E. Gardner ersetzt, der kurz nach seinem Arbeitsantritt verstarb und von Napoleon B. Johnson ersetzt wurde. Johnson leitete das Unternehmen gut und blieb einige Jahre Chef des Brückenbetreibers.
Am Neujahrstag des Jahres 1865 kam es dann zu einem neuen Unglück. Zu dem Zeitpunkt befanden sich mehr Maultiere und Karren auf der Brücke, als eigentlich zugelassen waren. Die Drahtseile rissen unter der Last, und das Brückendeck stürzte in den Fluss. Die Kutscher wurden beim Sturz in den eisigen Fluss verletzt, konnten sich aber retten. Drei der Maultiere hatten nicht dieses Glück.

## Dritte Brücke (1866–1939)
Durch die Zerstörung der zweiten Brücke 1865 geriet die Shohola and Barryville Bridge Company in die Krise. Zum Zeitpunkt des Einsturzes hatte Johnson für das Unternehmen einen Kredit aufgenommen, den er nun nicht zurückzahlen konnte. Außerdem hatte das Unternehmen nun kein Geld, um die Brücke wieder instand zu setzen. Bei der Versteigerung durch den Sheriff kaufte Chauncey Thomas die bankrotte Firma für 1979 US-Dollar (1865; inflationsbereinigt 33.969 US-Dollar). Thomas wurde so zum alleinigen Eigentümer der zerstörten Brücke, und das Ende der Shohola and Barryville Bridge Company war besiegelt.
Bis zur Wiederherstellung der Verbindung setzten erneut Fähren den Verkehr über den Fluss. Ein weiterer Pfeiler wurde gebaut, um die Stabilität der Brücke zu verbessern. 1866 war die Brücke  fertig. Inzwischen war, auch dank der Brücke, die Township gewachsen, und der zunehmende Verkehr brachte Wohlstand in die Gegend.
Chauncey Thomas starb am 5. Oktober 1882 in seinem Haus in Shohola, ohne seinen letzten Willen verfügt zu haben. Sein Vermögen wurde zwischen seinen Kindern und Enkeln aufgeteilt. Stephen St. John Gardiner, ein Freund der Familie, wurde als Nachlassverwalter beauftragt. Im weiteren Verlauf kaufte er Anteile an der Brücke und erlangte so schließlich die Kontrolle über das Bauwerk.
Die 1866 fertiggestellte Spanne war wesentlich besser konstruiert als die ersten beiden Bauwerke. Die alten Drahtseile waren durch bessere und stärkere ersetzt. Außerdem wurde die Brücke besser unterhalten, und so überstand sie 1903 unbeschadet ein Hochwasser und 1904 einen Eissturm.
Mit der Wende zum 20. Jahrhundert veränderten sich in der Umgebung einige Dinge. Die Delaware and Hudson Canal Company hatte den Betrieb eingestellt, ebenso wie die ortsansässigen Holzfällunternehmen und Bergwerke. Shohola und Barryville hatten sich zu Ferienzielen entwickelt und die inzwischen antiquiert wirkende Brücke wurde zur Sehenswürdigkeit für Ausflügler. Am 20. Januar 1923 wurde das Bauwerk von der Joint Bridge Commission of Pennsylvania and New York zum Preis von 22.789 (1923; inflationsbereinigt 361.894) US-Dollar gekauft. Zu diesem Zeitpunkt wurde auch die Maut zum Befahren der Brücke aufgehoben.
Die einstreifige, veraltete Brücke diente noch bis 1939 dem Verkehr, dann sperrte die Brückenkommission das Bauwerk wegen struktureller Mängel und suchte nach Alternativen für einen Neubau. Die Brücke wurde 1940 nochmals für den örtlichen Verkehr mit leichten Fahrzeugen freigegeben. Nachdem 1941 die vierte Brücke eröffnet worden war, folgte der Abriss.

## Vierte Brücke (1941–2007)

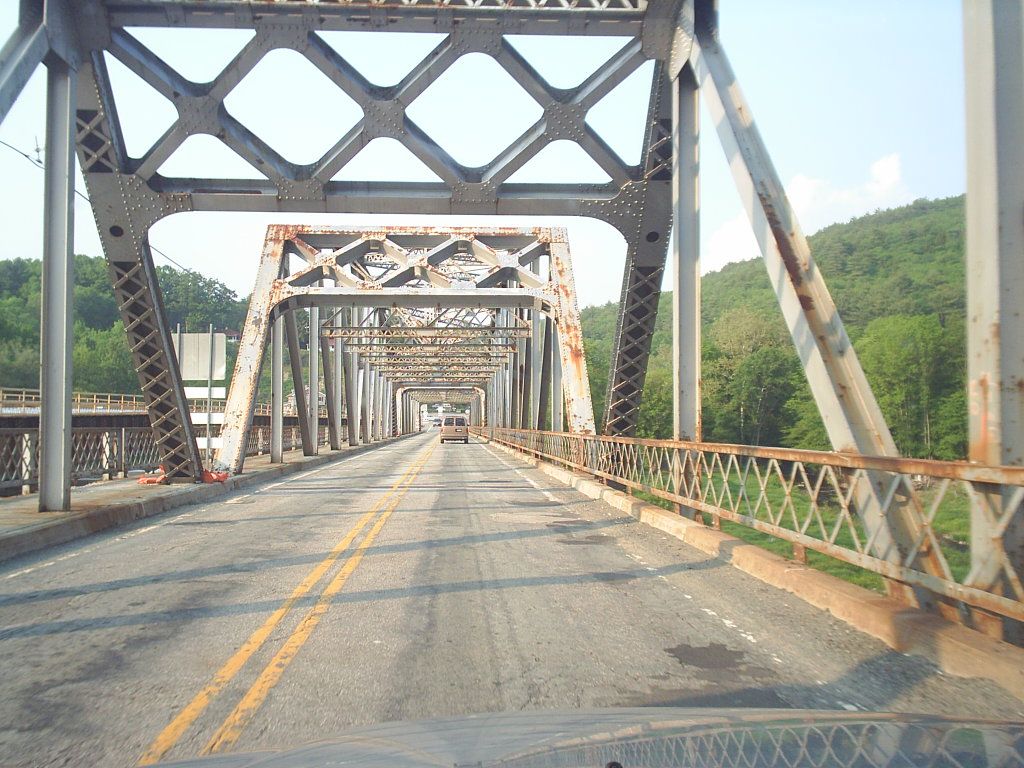
Fahrt auf der vierten Brücke zwischen Barryville und Shohola

Die Brückenkommission beauftragte Anfang 1941 das Unternehmen Whittaker and Diehl mit dem Bau einer Fachwerkbrücke aus Stahl mit zwei Fahrstreifen. Für die Baukosten waren 174.300 US-Dollar (1941; inflationsbereinigt 3.207.000 US-Dollar) veranschlagt. Im Rahmen der Bauarbeiten wurde auf der Seite Pennsylvanias ein Tunnel für die Erie Railroad gebaut, was zur Beseitigung der Verzögerungen am Bahnübergang und zur Verhinderung von Unfällen beitrug. Das Bauwerk befand sich ein wenig flussabwärts.
Diese vierte Brücke wurde nur wenige Tage vor dem Angriff auf Pearl Harbor im Dezember 1941 fertiggestellt. Sie war somit gerade rechtzeitig fertig geworden, da mit dem Eintritt der Vereinigten Staaten in den Zweiten Weltkrieg Bauaktivitäten praktisch zum Stillstand kamen. Das Bauwerk überstand mehrere Hochwasser am Fluss und war mehrere Jahrzehnte in Betrieb. Zu Beginn des 21. Jahrhunderts war die Brücke veraltet, und Pläne zur Ersetzung des Stahlfachwerkbaus entstanden.

## Fünfte Brücke (ab 2007)

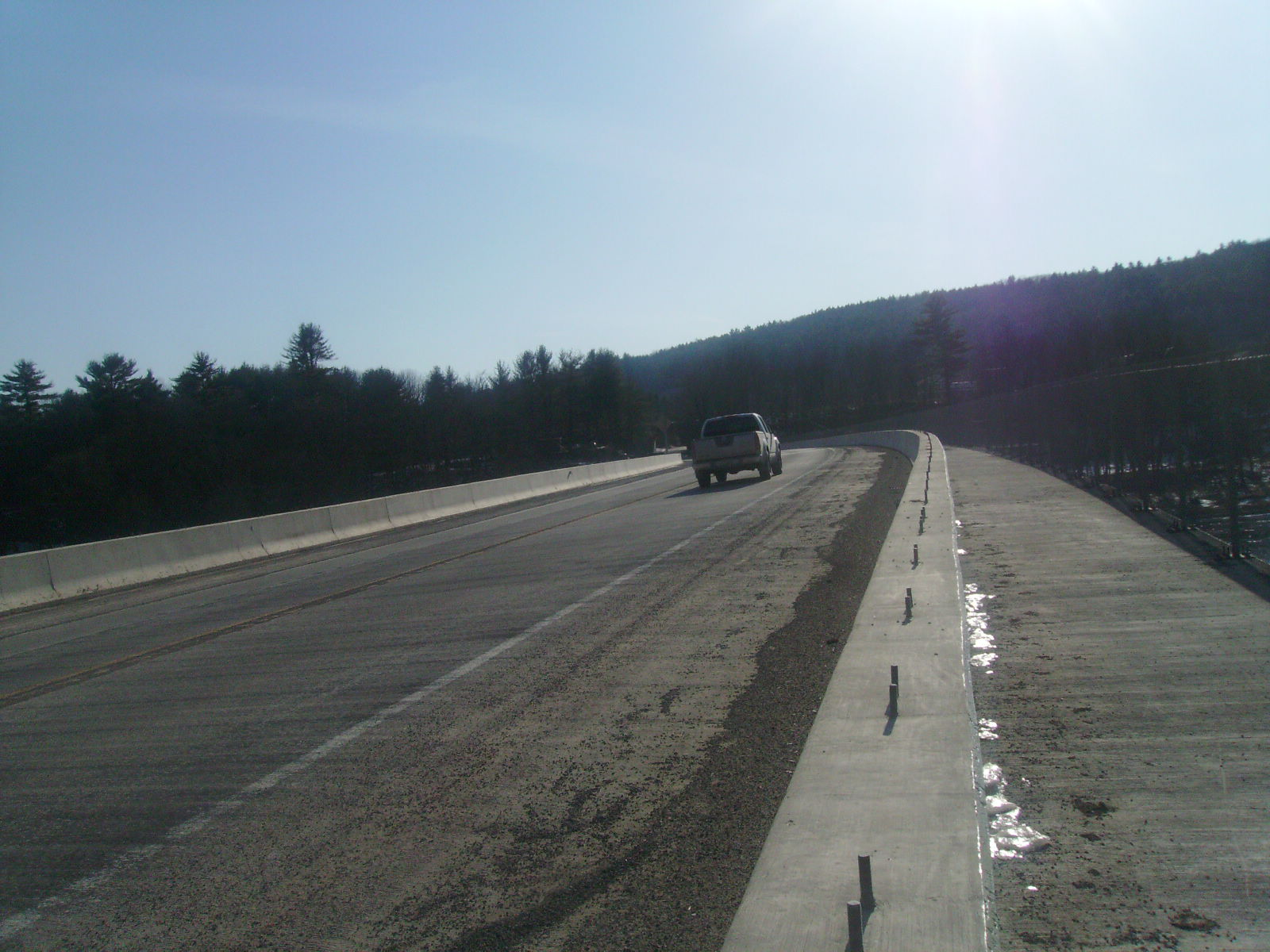
Die fünfte Brücke von New York aus in Richtung Pennsylvania

Da der Zustand der vierten Brücke sich verschlechterte, begann das Pennsylvania Department of Transportation mit dem Bau einer Betonbrücke mit Stahlträgern, für die Baukosten von 9,38 Millionen US-Dollar veranschlagt wurden, um die Route 434 auf der Seite Pennsylvanias mit der Sullivan County Route 11 zu verbinden. Sie wurde im Oktober 2006 fertiggestellt. Das neue Bauwerk hat zwei Fahrstreifen und einen Gehweg auf jeder Seite; das Aussehen wurde der Landschaft des Delaware River Valleys eingepasst. Nach der Freigabe der neuen Brücke wurde der Vorgänger abgerissen.